# 錦町通り (桐生市)
錦町通り（にしきちょうどおり）は、群馬県桐生市川岸町の盛運橋から錦町の錦桜橋に至る道路の通称である。群馬県道68号桐生伊勢崎線の一部である。

## 歴史
1913年（大正2年）の東武鉄道桐生線 新桐生駅の開業に伴い、桐生市街地と新桐生駅を結ぶ道路として開通した。当時の桐生新宿地区は、新宿通りや渡良瀬川の後谷の渡しに通じる道路を中心として商業地が広がっていたが、錦町通りの開通以後は、錦町通りの沿線が新宿地区を代表する商店街となっている。

## 交差・接続する道路
- 川岸町 - 盛運橋、 本町通り
- 錦町十字路 - 昭和通り
- 錦町二丁目 - 新宿通り
- 市役所入口 - 琴平通り（新宿南線）
- 錦町三丁目 - 美原通り
- 錦町三丁目 - 錦桜橋、桜木町通り

## 沿線
- 雷電神社
- 桐生錦町郵便局
- 桐生信用金庫 本店
- 足利銀行 桐生支店